# Бібліографія Челсі Квін Ярбро
Бібліографія Челсі Квін Ярбро — список літературних творів американської письменниці Челсі Квін Ярбро, написаних у широкому спектрі жанрів, від наукової фантастики до вестернів, від підліткової пригодницької літератури до історичного хоррору. Також письменниця є автором низки нехудожніх творів. Окрім написання творів під власним ім'ям, Челсі Квін Ярбро пише також під псевдонімами Quinn Fawsett, Vanessa Pryor, C. Q. Yarbro, Terry Nelson Bonner, Tracy Nelson Bonner, Trystam Kith, T. C. F. Hopkins, Camille Gabor, а також у співавторстві з іншими письменниками.

## Художні твори, написані під ім'ям Челсі Квін Ярбро[К 1]
Коментар: Через те, що станом на листопад 2018 року більшість творів Челсі Квін Ярбро не перекладені українською мовою, приблизний переклад назв творів доступний при наведенні курсора на англомовну назву

### Цикл про графа Сен-Жермена
Головний та найвідоміший цикл романів Челсі Квін Ярбро, написаних у жанрі історичної фантастики жахів. Основний герой циклу — 4000-річний вампір на ім'я Сен-Жермен, який мандрує світом і стає свідком чи учасником багатьох історичних подій. Його прототипом стала реальна особа — громадський діяч епохи Просвітництва, авантюрист, мандрівник, дипломат і оккультист граф Сен-Жермен, який за чутками був безсмертним і володів низкою окультних секретів. Дія творів розгортається у різних епохах та країнах: у Стародавньому Єгипті епохи фараонів, Римській імперії часів Нерона і Геліогабала, Франції часів Карла Великого і Людовика XV, Росії часів Івана IV Грозного і Миколи II, ранньосередньовічній Німеччині, Європі у період інтербеллуму, Китаї в епоху монгольського завоювання, Перу під час іспанської Конкісти, США у XIX—XX століттях тощо.
Повний цикл романів можна розділити на три частини: перша і найбільша за обсягом — твори, де головним героєм є сам вампір Сен-Жермен, друга — твори, де головною героїнею є коханка Сен-Жермена, жінка-вампір Атта Олівія Клеменс (Atta Olivia Clemens), і третя — твори, де головною героїнею є жінка-вампір Мадлен де Монталья (Madelaine de Montalia). Внутрішня хронологія творів із циклу не завжди відповідає хронології їх написання.

#### Серія «Граф Сен-Жермен»
1. Hôtel Transylvania (1978)[К 2]
2. The Palace (1978)[К 3]
3. Blood Games (1980)[К 4]
4. Path of the Eclipse (1981)[К 5]
5. Tempting Fate (1982)[К 6]
6. The Saint-Germain Chronicles (1983) — збірка оповідань
7. Darker Jewels (1993)[К 7]
8. Better In The Dark (1993)[К 8]
9. Mansions of Darkness (1996)
10. Writ in Blood (1997)
11. Blood Roses (1998)
12. Communion Blood (1999)
13. Come Twilight (2000)
14. A Feast in Exile (2001)
15. Night Blooming (2002)
16. Midnight Harvest (2003)
17. Dark of the Sun (2004)
18. States of Grace (2005)
19. Roman Dusk (2006)
20. Borne in Blood (2007)
21. Saint-Germain: Memoirs (2007) — збірка оповідань
22. A Dangerous Climate (2008)
23. Burning Shadows (2009)
24. An Embarrassment of Riches (2011)
25. Commedia della Morte (2012)
26. Night Pilgrims (2013)
27. Sustenance (2014)
28. Forgotten Gods (очікується з друку; мала вийти навесні 2018 року)
29. Orphans of Memory[К 9] (у процесі написання)

#### Оповідання про графа Сен-Жермена
- Seat Partner (1979)[К 10]
- Cabin 33 (1980)[К 11]
- Art Songs (1981)[К 12]
- The Spider Glass (1981)[К 13]
- Renewal (1982)[К 14]
- Investigating Jericho (1992)[К 15]
- Intercession (2003)
- A Question of Patronage: A Saint-Germain Story (1994)[К 16]
- A Gentleman of the Old School (2005)[К 17]
- Harpy (2007)[К 18]
- Lost Epiphany (2008)
- Tales Out of School (2008)

#### Серія «Атта Олівія Клеменс»
1. A Flame in Byzantium (1987)
2. Crusader's Torch (1988)
3. A Candle For D'Artagnan (1989)

#### Серія «Мадлен де Монталья»
- Out of the House of Life (1990)[К 19]
- In the Face of Death (2004)

### Серія «Чарльз Плямистий Місяць» (англ.Charles Spotted Moon)
Серія містично-детективних романів з головним героєм Чарлі Муном (англ. Charlie Moon) — детективом і одночасно шаманом племені оджибве. Серію видали: у 1970-х роках — видавництво Putnam, у 1990-х — видавництво Jove.
1. Ogilvie, Tallant & Moon (1976; інша назва — Bad Medicine)
2. Music When Sweet Voices Die (1979; інша назва — False Notes)
3. Poison Fruit (1991; інші назви — Poisonous Fruit; Poisoned Fruit)
4. Cat's Claw (1992; інша назва — Dead Mice)

### Серія «Честертон Холт, джентльмен-привид» (англ.Chesterton Holte, Gentleman Haunt)
Серія містично-детективних романів. Дія серії розгортається у 1920-х роках, головні герої — молода журналістка Поппі Торнтон, яка намагається стати серйозним кримінальним репортером, та привид вбитого у Першій Світовій війні чоловіка, який допомагає дівчині в її розслідуваннях.
1. Haunting Investigation (грудень 2015)
2. Living Spectres (листопад 2016)
3. Shining Phantoms (у проекті)
4. Книга № 4 в серії (у проекті)

### Серія про Джейсона Рассела
Серія романів у жанрі вестерна. Дія розгортається у Техасі в середині XIX століття. Головний герой — шериф Джейсон Рассел (англ. Jason Russell), позашлюбний син англійського лорда, вправний вершник, стрілок (хоч і надає перевагу мирному вирішенню конфліктів), колишній лондонський поліцейський і колишній мандрівник, який підтримує закон і порядок у маленькому містечку Черіті, розташованому на Фронтирі.
1. The Law in Charity (1989)
2. Charity, Colorado (1993)
3. The Changes in Charity (в процесі написання)

### Серія «Сестри ночі» (англ.Sisters of the Night)[К 20]
Трилогія з історичних романів жахів, про трьох сестер — супутниць графа Дракули з однойменного роману Брема Стокера, де кожна книга мала бути присвячена одній із сестер. Втім, через проблеми із видавцем третій роман залишився ненадрукованим.
1. Kelene: The Angry Angel (1998)
2. Fenice: The Soul of an Angel (1999)
3. Zhameni: The Angel of Death (не виданий)

### Авторські збірки оповідань
- Cautionary Tales (1978)[18]:
  - Frog Pond (1971)[К 21]
  - The Meaning of the Word (1973)
  - Dead in Irons (1976)
  - Disturb Not My Slumbering Fair (1978)
  - Un Bel Di (1973)
  - Lammas Night (1977)
  - Into My Own (1975)
  - The Generalissimo's Butterfly (1978)
  - Allies (1977)
  - Swan Song (1978)
  - The Fellini Beggar (1976)
  - Everything that Begins with an "M" (1972)
  - An Indulgence (1978) — вірш
- Signs & Portents (1984)[20]:
  - Do Not Forsake Me, O My Darlin' (1984)
  - Depth of Focus (1984)
  - Space/Time Arabesque (1978)
  - Best Interests (1979)
  - The Ghosts at Iron River (1973)
  - Fugitive Colors (1976)
  - Coasting (1983)
  - The Arrows (1983)
  - The End of the Carnival (1984)
- The Vampire Stories of Chelsea Quinn Yarbro (1994)[21]:
  - A Question of Patronage: A Saint-Germain Story (1994)
  - The Spider Glass (1981)
  - Renewal (1982)
  - Art Songs (1981)
  - Seat Partner (1979)
  - Cabin 33 (1980)
  - Advocates (1991) — у співавторстві із С'юзі Маккі Чарнас
  - Investigating Jericho / Investigating Jericho (1992)
  - Salome (1991)
  - My Favorite Enigma: the Historical Comte de Saint-Germain (1983) — літературне есе
- Apprehensions and Other Delusions (2003)[22]:
  - Become so Shining that We Cease to Be (1991)
  - Confession of a Madman (1992)
  - Day 17 (1990)
  - Echoes (1994)
  - Fruits of Love (1990)
  - Fugues (2003)
  - Giotto's Window (2000)
  - Inappropriate Laughter (2002)
  - Lapses (1986)
  - Long-Term Investment (2001)
  - Novena (1992)[К 22]
  - On St. Hubert's Thing (1982)
  - Renfield's Syndrome (2002)[К 23]
  - Traditional Values (2001)

### Позасерійні романи
- Time of the Fourth Horseman (1976)
- False Dawn (1978)
- Ariosto (1980)
- Sins of Omission (1980)
- Dead & Buried (1980)
- Hyacinths (1983)
- The Godforsaken (1983)
- Locadio's Apprentice (1984)
- Nomads (1984)
- Four Horses for Tishtry (1985)
- A Mortal Glamour (1985)
- To the High Redoubt (1985)
- A Baroque Fable (1986)
- Floating Illusions (1986)
- Firecode (1987)
- Taji's Syndrome (1988)
- Beastnights (1989)
- Monet's Ghost (1997)
- Magnificat (1999)
- Alas, Poor Yorick (2002)
- Arcane Wisdome (2014)

### Однотомник
- Science Fiction Special 40 (1982) — авторський однотомник Челсі Квін Ярбро, який включає два романи (False Dawn і Time of the Fourth Horseman) та збірку оповідань Cautionary Tales[23].

### Антології
- Two Views of Wonder (1973, у співавторстві із Томасом Скортіа (Thomas N. Scortia))
- Strangers in the Night (1995, у співавторстві із Енн Стюарт (Anne Stuart) і Меггі Шейн (Maggie Shayne))

### Чаптербуки[К 24]
- The Spider Glass (1991)

### Окремі оповідання[К 25]
- The Posture of Prophecy (1969)
- Who Is Sylvia? (1974, у співавторстві із Томасом Н. Скортіа)
- Training Twofoots (1974)
- Savory, Sage, Rosemary, and Thyme (1981)
- Do I Dare to Eat a Peach? (1985)
- Such Nice Neighbors (1985)
- Cold Supper (1990)
- A Writ of Habeas Corpus (1991)
- The Creatures That Walked in Darkness (1993)
- Restoration Comedy (1993)
- Do Not Pass Go Do Not Collect $200 (1994)
- Catching Dreams (1995)
- Tin Lizzies (1995)
- In the Face of Death (2000)
- The Ice Prince (2003)
- Sugar Skulls (2005)
- A New Interpretation of the Liggerzun Text (2006, оповідання у збірці Poe's Lighthouse: All New Collaborations with Edgar Allan Poe)
- Miss Faversham's Room (2007)
- Endra: From Memory (2008)
- Trial Run (2008)
- Genius Loci (2008)
- And Bob's Your Uncle (2010)
- Thy Spinning Wheel Complete (2010)[К 26]
- Quadruple Whammy (2013)

### Вірші
- Constellations (1977)
- An Indulgence (1978)
- вірш без назви у збірці Cautionary Tales (1978)
- Silences (2000)

## Нехудожні твори Челсі Квін Ярбро

### The Michael books
Серія з чотирьох книг, в яких в дещо белетризованій формі описується тридцятирічне спілкування групи дослідників, очолюваної Сарою Чемберс (Sarah Chambers), і наприродною сутністю, духом на ім'я Майкл, який за допомогою дошки Уїджа передає людям мудрі повчання.
- Messages from Michael on the nature of the evolution of the human soul (1979; 25-те ювілейне перероблене видання опубліковане у 2005)
- More Messages from Michael (1986)
- Michael's People (1988)
- Michael for the Millennium (1995)

### Інші нехудожні твори
- Fine-Tuning Fiction (2013)

### Есе
- Letter (1968)
- Chicken in Port Wine Sauce (1973)
- Favorite Picnic for the Beach (1973)
- Panukakua (1973)
- Stuffed Cabbage (1973)
- The Out-of-Door Wonder (1973)
- Wassaii (1973)
- «Vive Laquelle Difference?» (1973, у співавторстві із Томасом Скортіа)
- On the Demon Lover (1978)
- A Word of Caution (1978)
- about «Allies» (1978)
- about «Dead in Irons» (1978)
- about «Disturb Not My Slumbering Fair» (1978)
- about «Everything that Begins With an 'M'» (1978)
- about «Frog Pond» (1978)
- about «Into My Own» (1978)
- about «Lammas Night» (1978)
- about «Swan Song» (1978)
- about «The Fellini Beggar» (1978)
- about «The Generalissimo's Butterfly» (1978)
- about «The Meaning of the Word» (1978)
- about «Un Bel Di» (1978)
- Gloriana Excelsus (1979)
- Cinderella's Revenge: Twists on Fairy Tale and Mythic Themes in the Work of Stephen King (1982)
- Why is the Horror Genre Frowned Upon by the Literary Establishment? (1982)
- My Favorite Enigma: the Historical Comte de Saint-Germain (1983)[К 27]
- 1983: The Science Fiction Year in Review: Recommended Reading (1984)
- Afterword (1984)
- Letter: On vampires and other things (1985)
- Chelsea Quinn Yarbro: Bibliography (1985)
- Views on Horror and the Limits of Violence (1986)
- Son of the Introduction: The Man Who Wrote… (1987)
- Author's Note (Crusader's Torch) (1988)
- Copyright Infringement Part II (1992)
- On Freaks (1992)
- Introduction: Nancy Kilpatrick, an Appreciation (The Vampire Stories of Nancy Kilpatrick) (2000)
- Author's Note (Night Blooming) (2002)
- Pamela Sargent, Writer (2003)
- Introduction (Fear of the Unknown) (2005)
- A Tribute to Del Howison (2011)
- Afterword (Graphic Horror: Movie Monster Memories) (2012)
- Author's Note (Night Pilgrims) (2013)
- Annie and Horses (2013)

## Твори Челсі Квін Ярбро, написані у співавторстві та/або такі, що входять у міжавторський цикл

### Криза Імперії (англ.Crisis of Empire)
Цикл науково-фантастичних романів Девіда Дрейка, які він писав у співавторстві з іншими письменниками, такими як Томас Т. Томас (1-ша книга), Вільям Дітц (2-га книга), Роджер Макбрайд Аллен (3-тя книга). Усього в циклі вийшло чотири романи.
- Crown of Empire (1994, четверта і остання книга циклу)

### Принц-купець (англ.The Merchant Prince)
Трилогія фентезійних романів Арміна Шимермана (Armin Shimerman), другу книгу з якої він написав у співавторстві з Челсі Квін Ярбро.
- Outrageous Fortune (2002)

### Уламки світла (англ.Shattered Light) (fantasy series)
Міжавторський цикл романів-новелізацій комп'ютерної гри Shattered Light. Челсі Квін Ярбро написала другу книгу з цього циклу.
- Shattered Light 2: Dark Light (1999)

### Брама світів (англ.The Gate of Worlds)
Міжавторська науково-фантастична збірка з двох антологій, під редакцією Роберта Сільверберга. У другому томі, Beyond the Gate of Worlds, є повість Челсі Квін Ярбро:
- An Exaltation of Spiders (1991)

### Бойовий флот (англ.Fleet)
Цикл антологій на тему космічної фантастики, редакторами-упорядниками якої були Девід Дрейк і Білл Фосетт. Для даного циклу Челсі Квін Ярбро написала два оповідання:
- Durga Hajit (1988)[К 28] — вийшло у другому томі циклу, The Fleet Book 2: Counterattack
- Tarnhelms (1991)[К 29] — вийшло у шостому томі циклу, The Fleet Book 6: Crisis

### Харрієри (англ.The Harriers)
Науково-фантастичний цикл з двох збірок новел, під редакцією Гордона Діксона. Челсі Квін Ярбро написала дві новели, по одній у кожному томі. Авторами інших новел стали S.N. Lewitt і Стів Перрі у першому томі, та David Drake і Christopher Stasheff у другому.
1. Of War and Codes and Honor (1991) — новела з першого тому під назвою Of War and Honor[30]
2. Down Among the Dead Men (1993)[К 30] — новела з другого тому під назвою Blood and War[31]

### Антологія «Запрошення до Камелоту» (англ.Invitation to Camelot)
Антологія фентезійних оповідань, об'єднана спільною темою магічного світу Короля Артура, Утера Пендрагона, феї Моргани та інших персонажів Артуріани.
- Night Mare (1988) — оповідання.

### Цикл «Затока Грейстоун» (англ.Greystone Bay)
Тетралогія оповідань, написаних у жанрі «темного фентезі», під редакцією Чарльза Гранта (Charles L. Grant). Дія оповідань циклу розгортається у вигаданому містечку Грейстоун-Бей, загадковому і моторошному. Челсі Квін Ярбро написала два оповідання для циклу, які вийшли у першому і четвертому томах відповідно:
- Night Catch (1985) — оповідання з першого тому The First Chronicles of Greystone Bay
- Whiteface (1993) — оповідання з четвертого тому Greystone Bay 4: In the Fog: The Final Chronicle of Greystone Bay

### Всесвіт Баффі та Ейнджела
Міжавторський цикл творів, написаних за мотивами серіалу «Баффі — переможниця вампірів». Челсі Квін Ярбро є автором одного оповідання з антології Seven Seasons of Buffy:
- Lions, Gazelles, and Buffy (2003) — оповідання

## Твори, написані під псевдонімом Camille Gabor[К 31]

### Таланти Вільдеказа (англ.The Vildecaz Talents)
Фентезійно-пригодницька трилогія, дія якої розгортається у вигаданому квазі-середньовічному світі. Головні героїні — дві доньки місцевого шляхтича, які мають магічні таланти. Одного разу їх батько таємниче зникає, і, починаючи його пошуки, сестри втягуються у політично-магічні інтриги та пригоди.
1. Nimuar's Loss (2007)
2. Deceptive Oracle (2007)
3. Agnith's Promise (2007)

## Твори, написані під криптонімом Quinn Fawcett
Квін Фосетт (Quinn Fawcett) — криптонім Челсі Квін Ярбро та письменника і видавця Білла Фосетта (Bill Fawcett).

### Цикл про Яна Флемінга (англ.Ian Fleming)
Цикл історичних шпигунських трилерів. Письменник Ян Флемінг, відомий усьому світові як творець Бондіани, довгі роки був агентом британської морської розвідки, але пішов у відставку після Другої світової війни. Проте чутки кажуть, що це зовсім не так…
- Death to Spies (2002)
- Siren Song (2003)
- Honor Among Spies (2004)

### Цикл про мадемуазель Верне
Цикл історичних пригодницьких романів, дія яких розгортається у наполеонівській Франції.
- Napoleon Must Die (1993, ISBN 0-380-76541-1; інша назва — Napoleon Must Die: A Mme. Vernet Investigation)
- Death Wears a Crown (1993, ISBN 0-380-76542-X)

### Цикл про Майкрофта Холмса
Чотири романи з Шерлокіани. Головні герої — старший брат Шерлока Холмса Майкрофт і його секретар на ім'я Паттерсон Гатрі.
1. Against the Brotherhood (1997)[К 32]
2. Embassy Row (1998)
3. The Flying Scotsman (1999)[К 33]
4. The Scottish Ploy (2001)[К 34]

## Твори, написані під псевдонімом T. C. F. Hopkins
Під псевдонімом T. C. F. Hopkins Челсі Квін Ярбро писала науково-популярні твори.
- Confrontation at Lepanto: Christendom vs. Islam (2006)
- Empires, Wars, and Battles: The Middle East from Antiquity to the Rise of the New World (2007)

## Твори, написані під псевдонімом Trystam Kith[К 31]

### Дилогія «Безлад у Лісі» (англ.Trouble in the Forest)
Два романи, написані у жанрі темного фентезі. Дія розгортається у вигаданому середньовічному світі, де існує таємний Ліс, повний загадок і смертельних небезпек, населений дивними і страшними істотами, з якими бореться лицар на ім'я Хью де Стені (англ. Hugh deSteny)
1. A Cold Summer Night (2004)
2. A Bright Winter Sun (2004)

## Твори, написані під псевдонімом Terry Nelson Bonner
- The Making of Australia #5: The Outback (1983) — міжавторський цикл

## Твори, написані під псевдонімом Vanessa Pryor
- A Taste of Wine (1982)